# Cheilotrichia crassistyla
Cheilotrichia crassistyla är en tvåvingeart som beskrevs av Alexander 1973. Cheilotrichia crassistyla ingår i släktet Cheilotrichia och familjen småharkrankar. Inga underarter finns listade i Catalogue of Life.